# Campeonato Argentino del Interior con Handicap
El Campeonato Argentino del Interior con Handicap (CAIH) es un certamen de polo organizado por la Asociación Argentina de Polo (AAP) que nuclea a clubes de las provincias de La Pampa, Córdoba, Santa Fe, Mendoza, Entre Ríos, San Luis, Corrientes, Salta y Tucumán. Se juega todos los años en sedes rotativas.
La entidad que más veces ganó el interprovincial es el Club de Polo Chapaleufú, vencedor en 1989, 1997, 1998, 2003, 2005, 2006 y 2012.

## Historia
El CAIH fue ideado por la AAP en 1987 bajo la presidencia del porteño Francisco Dorignac. La edición número 1 se disputó en 1988 en Salta. El primer ganador fue el club local de Donovan-Miraflores. En su formación contó con el ahora político Francisco De Narváez. En otras ediciones, también levantaron este trofeo polistas de alto handicap como los casos de Matías Magrini, Ernesto Trotz y Alberto Heguy (hijo).
Por cuestiones reglamentarias, desde hace unos años los jugadores de 8, 9 y 10 goles de handicap no pueden disputar este certamen. Solo pueden participar polistas de entre 1 y 7 tantos de desventaja.

## Campeones
| Año  | Sede                                 | Equipo                      | Integrantes                                                                                        |
| ---- | ------------------------------------ | --------------------------- | -------------------------------------------------------------------------------------------------- |
| 1988 | Salta Polo Club                      | Donovan-Miraflores          | Martín Rapetti, Gustavo Rapetti, Francisco De Narváez y Enrique Curbelo                            |
| 1989 | Mendoza                              | Chapaleufú                  | Alberto Garzarón, Martín Heguy, Luis Ortiz de Urbina y Martín Garzarón                             |
| 1990 | Santa Fe                             | Río Cuarto-El Tuyutí        | Matías Magrini, Ignacio Tillous, Cristian Guevara y Sergio Magrini                                 |
| 1991 | Córdoba                              | Hípico Gualeguaychú         | Ignacio Veronesi, Martín Tassara, Carlos Jáuregui y Luis Polanco                                   |
| 1992 | Tucumán                              | La Arisca                   | Oscar Colombres, Pablo Bertola, José Bertola y Ramón Paz Posse                                     |
| 1993 | Entre Ríos                           | - suspendido por lluvias    | - suspendido por lluvias                                                                           |
| 1994 | Salta                                | Fortín El Sauce             | Juan Cruz Magrini, Horacio Etcheverry, Ignacio Tillous y Sergio Magrini                            |
| 1995 | Mendoza                              | Río Cuarto                  | Martín Riglos, Juan Cruz Magrini, Cristian Guevara y Sergio Magrini                                |
| 1996 | Córdoba                              | Fortín El Sauce             | Carlos Sola, Horacio Etcheverry, Ignacio Tillous y Rafael Laborde                                  |
| 1997 | La Pampa                             | Chapaleufú II               | Tomás Elliot, Gastón Laulhé, Alberto Heguy (hijo) y Juan Pepa                                      |
| 1998 | Tucumán                              | Chapaleufú                  | Manuel Albizu, Federico Reumann, Santiago Nagore e Ignacio Lariguet                                |
| 1999 | Salta                                | Salta Polo Club             | Jaime Tuyá, Eduardo Blousson, Francisco Bensadón y Marcos Antín                                    |
| 2000 | Córdoba                              | Vicuña Mackenna             | Gustavo Flores, Sebastián Funes, Daniel Flores y Juan Pablo Funes                                  |
| 2001 | Mendoza                              | Río Cuarto                  | Juan Ambroggio, Juan González, David Bernal y Cristian Guevara                                     |
| 2002 | Jockey Club Rosario                  | Jockey Club Rosario         | Iván Rubinich, Martín Román, Ernesto Trotz y Rafael Moschitta                                      |
| 2003 | Córdoba                              | Chapaleufú                  | Francisco Elizalde, Gustavo Elizalde, Eduardo Heguy y Mariano Uranga                               |
| 2004 | Salta Polo Club                      | Las Rosas                   | Franco Gai (hijo), Juan Manuel Román, Daniel Flores y Hugo Barabucci                               |
| 2005 | Club de Polo Chapaleufú              | Chapaleufú I                | Alberto Garzarón, Javier Guerrero, Juan Pedro Goñi y José Souto                                    |
| 2006 | Tapia Polo Club                      | Chapaleufú                  | Bautista Ortiz de Urbina, Tomás Dougall, Alejo Ortiz de Urbina y Adolfo Reumann (hijo)             |
| 2007 | Ascochinga Polo Club                 | Río Cuarto                  | Agustín Andrada, Ignacio Tejerina, Horacio Etcheverry y Fernando Reynot Blanco                     |
| 2008 | Salta Polo Club                      | Vicuña Mackenna             | Manuel Díaz Cazón, Agustín Andrada, Juan Manuel Echeverz y Gastón Otamendi                         |
| 2009 | Tapia Polo Club                      | Donovan-Miraflores          | Bautista Garaycoechea, Santiago Loza, Martín Inchauspe y Gustavo Rapetti. Suplente: Martín Rapetti |
| 2010 | Estancia Grande Polo Club            | Donovan                     | Agustín Anzorreguy, Bautista Garaycoechea, Santiago Loza y Andrés Lariguet                         |
| 2011 | Estancia Las Margaritas              | El Chañar                   | Facundo Flores, Sebastián Borghi, Gustavo Flores y Lucas Boccolini                                 |
| 2012 | Estancia Grande Polo Club            | Chapaleufú                  | Javier Guerrero, Edmundo Donnelly, Alberto Garzarón y Juan Manuel Echeverz                         |
| 2013 | Hípico Santa Catalina                | Hípico Santa Catalina       | Juan Cruz Meabe, Walter Cardozo, Agustín Von Wernich y Gerardo Mazzini                             |
| 2014 | Salta Polo Club                      | Washington                  | Martin Lorea, Sebastian Borghi, Agustín Lorea y Fernando Santillan                                 |
| 2015 | La Ilusión Polo Club (Rosario)       | Hípico Gualeguaychú Granazo | Mateo Veronesi, Manuel Veronesi, Nicolas Talamoni Grether y Gerardo Mazzini                        |
| 2016 | Estancia Grande Polo Club (San Luis) | Chapaleufú                  | Nicolás Garzarón, Ivan Lariguet, Alberto Garzarón, Andrés Larigue                                  |
| 2017 | Río Cuarto Polo Club                 | Rio Cuarto                  | Juan E. Harriott, Santino Magrini 2, Fernando Reynot Blanco y Matías Magrini                       |